# Kasia Haddad
Kasia Haddad (nascida em 1 de maio de 1979) é uma atriz britânica.
Natural de Londres, desempenhou o papel de Josie Jump no programa de TV infantil Balamory (substituindo Buki Akib) e Wendy em Doctors.